# Berchtesgadener Anzeiger
Der Berchtesgadener Anzeiger ist eine Tageszeitung, die sechsmal pro Woche in Berchtesgaden erscheint. Das Verbreitungsgebiet umfasst die Gemeinden Berchtesgaden, Bischofswiesen, Schönau am Königssee, Marktschellenberg und Ramsau bei Berchtesgaden. Die verkaufte Auflage beträgt 3886 Exemplare, ein Minus von 36,9 Prozent seit 1998.

## Geschichte
Der Berchtesgadener Anzeiger wurde 1882 von Ludwig Vonderthann gegründet. Die erste Ausgabe der Tageszeitung im Südosten Bayerns erschien am 6. Dezember 1882 und enthielt auch Unterhaltendes wie „pikante, belehrende und erheiternde“ Erzählungen. In der Hauptsache aber sollten darin die wichtigsten Lokalnachrichten veröffentlicht und politische Ereignisse beleuchtet werden. Sein Erscheinungsbild wurde seither mehrfach geändert, nicht jedoch der Zeitungskopf, dessen Wappen und Titel gleich blieben. Am 20. April 1912 wurde der Berchtesgadener Anzeiger erstmals auch mit Bildern und Grafiken ausgestattet und veranschaulichte damit den Untergang der Titanic.
In der Zeit des Nationalsozialismus war mit L.P. Miller ein Enkel von Ludwig Vonderthann Verleger des Blattes, der wie sein Hauptschriftleiter der NSDAP beigetreten ist. „Im Krieg schließlich erfreute sich die Zeitung des als Flieger hochdekorierten Verlegers der aktiven Unterstützung der lokalen Parteiführer und konnte unter der Ägide seiner Frau Charlotte Miller bis Kriegsende erscheinen.“ Der Zeitung wurde in jener Zeit jedoch auch eine Rüge wegen unzureichender Berichterstattung über eine NSDAP-Gautagung erteilt. Nach dem Zweiten Weltkrieg erhielten die Millers zunächst keine Lizenz von der amerikanischen Militärregierung, sondern mussten mit der neuerlichen Herausgabe des Berchtesgadener Anzeigers bis zur Generallizenz 1949 warten. Im Jahr 1949 geriet die Zeitung in Verruf, weil sie eine Schuld deutscher Generäle während des Zweiten Weltkrieges bestritten hatte.
War die Druckerei anfangs noch im gleichen Haus wie die Redaktion, siedelte der technische Betrieb 1982 nach Bischofswiesen über. 2012 wurde gemeldet, dass die Druckerei A. Miller & Sohn KG wieder in die Imhofstraße zurückgekehrt ist.
Erich Melcher, ab 1946 für den Berchtesgadener Anzeiger tätig, übernahm 1972 die Leitung von Druckerei und Verlag und führte nach dem Tod von Verleger L.P. Miller das Unternehmen weiter. Seine Nachfolger waren wiederum seine Tochter Iris Melcher und ihr Schwager Wolfgang Krawehl. Im Jahr 2007 schloss sich der Kreis der Verlagsgeschichte und seither ist mit Thomas Miller wieder ein Mitglied der Gründerfamilie Verleger des Berchtesgadener Anzeigers. Dessen Familie ist auch Eigentümer des Traunsteiner Tagblatts, das wiederum seit Anfang der 1970er Jahre u. a. auch für den Berchtesgadener Anzeiger den Mantel produziert. Chefredakteur des Berchtesgadener Anzeigers ist derzeit Ulrich Kastner.

## Auflage
Der Berchtesgadener Anzeiger hat wie die meisten deutschen Tageszeitungen in den vergangenen Jahren an Auflage eingebüßt. Die verkaufte Auflage ist in den vergangenen 10 Jahren um durchschnittlich 2,8 % pro Jahr gesunken. Im vergangenen Jahr hat sie um 0,9 % abgenommen. Sie beträgt gegenwärtig 3886 Exemplare. Der Anteil der Abonnements an der verkauften Auflage liegt bei 86,3 Prozent.
| 1998 | 1999 | 2000 | 2001 | 2002 | 2003 | 2004 | 2005 | 2006 | 2007 | 2008 | 2009 | 2010 | 2011 | 2012 | 2013 | 2014 | 2015 | 2016 | 2017 | 2018 | 2019 | 2020 | 2021 | 2022 | 2023 | 2024 |
| ---- | ---- | ---- | ---- | ---- | ---- | ---- | ---- | ---- | ---- | ---- | ---- | ---- | ---- | ---- | ---- | ---- | ---- | ---- | ---- | ---- | ---- | ---- | ---- | ---- | ---- | ---- |
| 6158 | 6220 | 6073 | 6043 | 5972 | 5889 | 5724 | 5610 | 5551 | 5551 | 5407 | 5317 | 5315 | 5243 | 5184 | 5101 | 5152 | 4946 | 4900 | 4727 | 4596 | 4497 | 4338 | 4287 | 4104 | 3920 | 3886 |

## Kritik
Der Berchtesgadener Anzeiger geriet im Februar 2021 aufgrund der Veröffentlichung einer Wahlbeilage des AfD-Kreisverbands Traunstein/Berchtesgadener Land in Kritik, in welcher wissenschaftlich widerlegte Falschinformationen und Unwahrheiten verbreitet wurden. Des Weiteren wurde die Wahlbeilage im redaktionellen Teil der Lokalzeitung empfohlen. Über soziale Medien wurde die mangelnde Distanz zur journalistischen Ethik, dem Pressekodex und der darin eingebundenen Sorgfaltspflicht kritisiert. Die Zeitung entschuldigte sich daraufhin in seiner Dienstags-Printausgabe sowie auf seiner Website. Im Statement der Lokalzeitung heißt es, man „distanziert sich eindeutig von den Zielen der AfD und sieht diese äußerst kritisch“. Die Redaktion merkte außerdem an, dass eine Empfehlung der Beilage nie geschehen hätte dürfen und versicherte, dass künftig Wahlbeilagen unabhängig von der Partei sorgfältiger geprüft würden und dass sie ihrer Rolle als Presseorgan, die Wege von politischen Parteien kritisch zu begleiten, stärker nachkommen werde und bekräftigte: „Lügen, Hetze und Diffamierung werden wir nicht verhindern können, aber wir können sie beim Namen nennen“. Kurz nach Veröffentlichung des Statements gewann das Thema an überregionaler Aufmerksamkeit, so berichteten nationale Medien wie der Spiegel, MEEDIA und kressnews über den Vorfall.